# Pedro Joaquín Galván
Pour les articles homonymes, voir Galván.
Pedro Joaquín Galván, né le 18 août 1985 à Arrecifes (Argentine), est un footballeur argentin qui évolue au poste de milieu de terrain. Il joue actuellement à l'Hapoël Ashkelon FC.